# Lulù di notte
Lulù di notte (Lulú de noche)  è un film del 1986 diretto da Emilio Martínez Lázaro.